# Allart van Everdingen

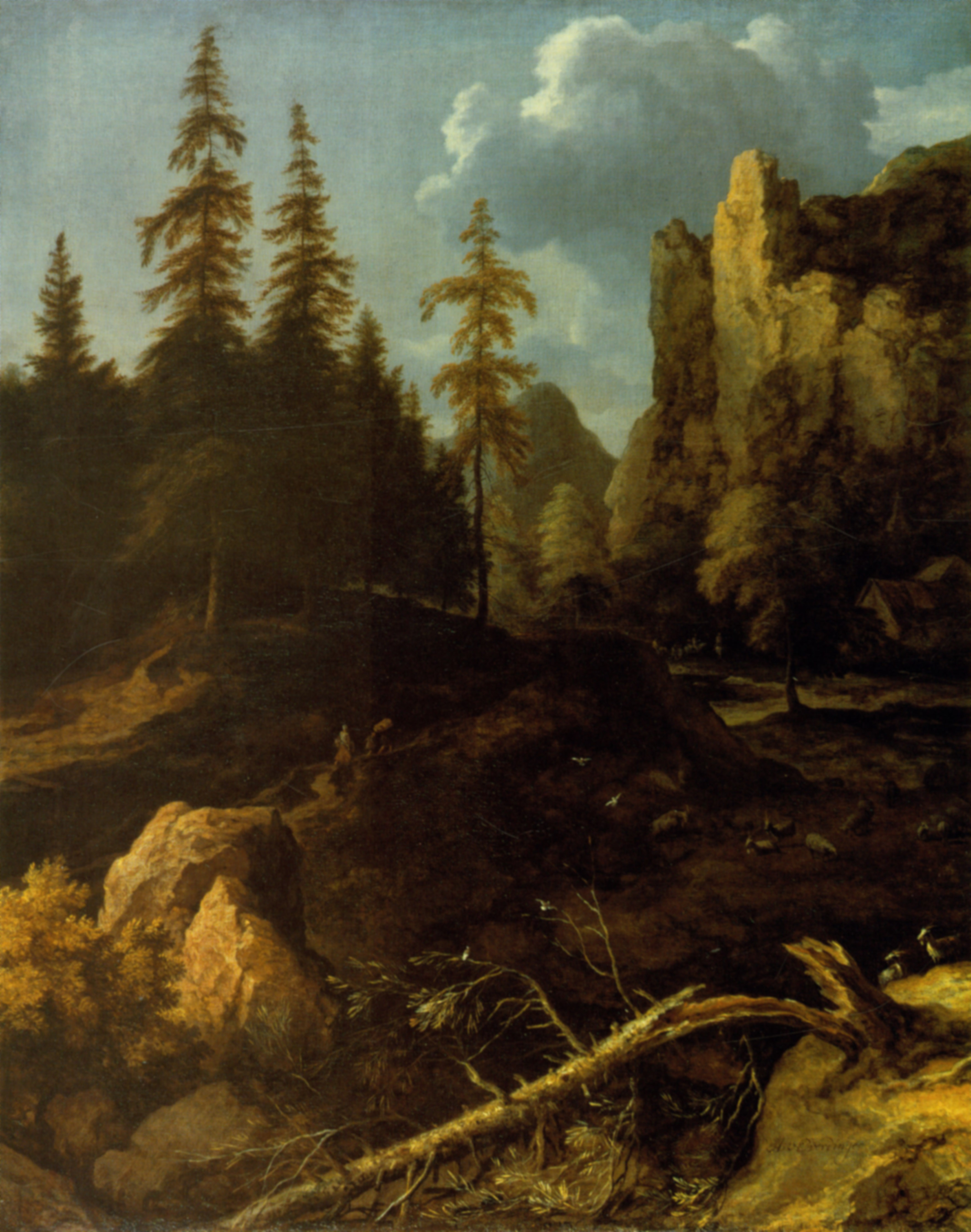
Nordiskt skogs- och bergslandskap.

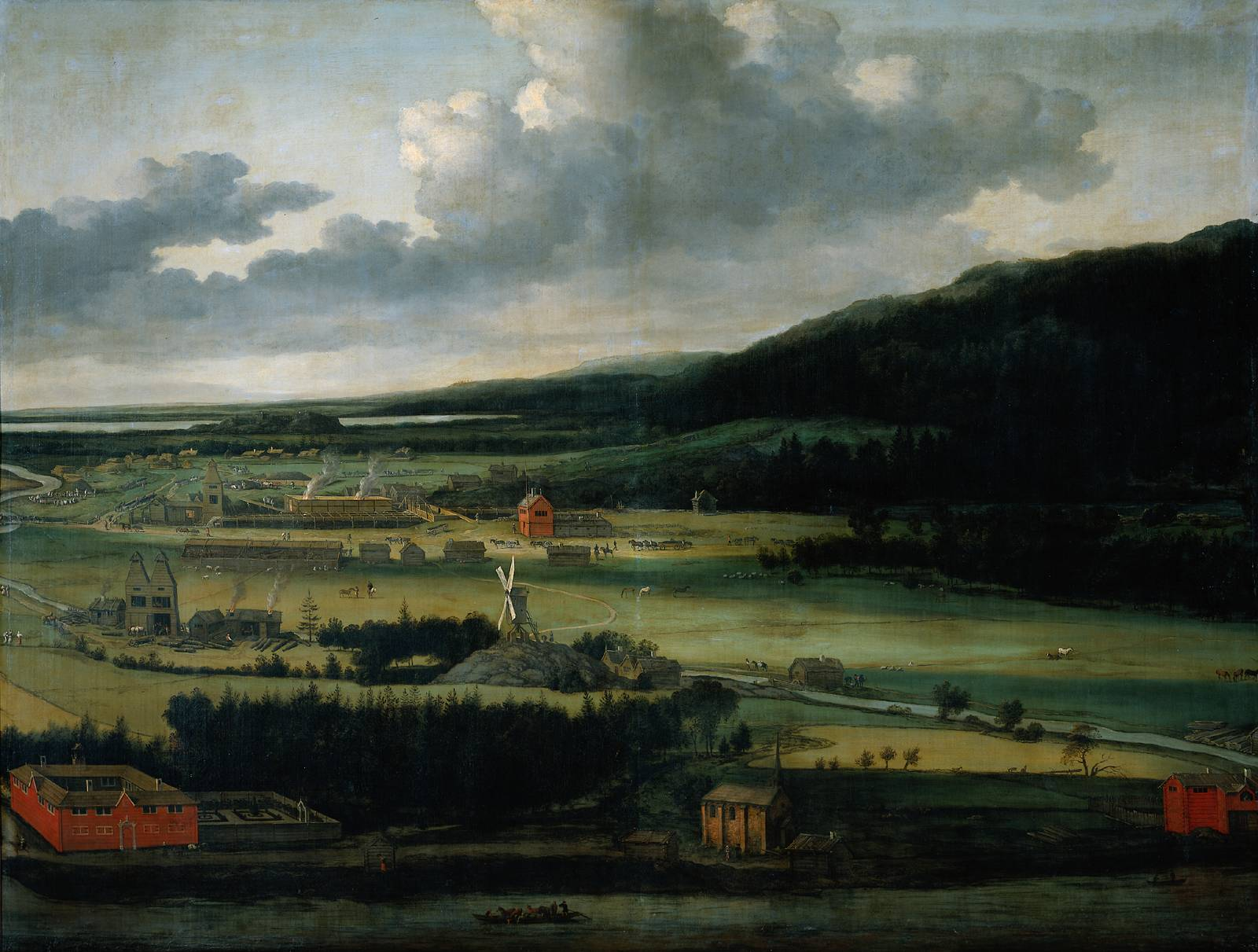
Kanongjuteriry vid Julita Bruk.

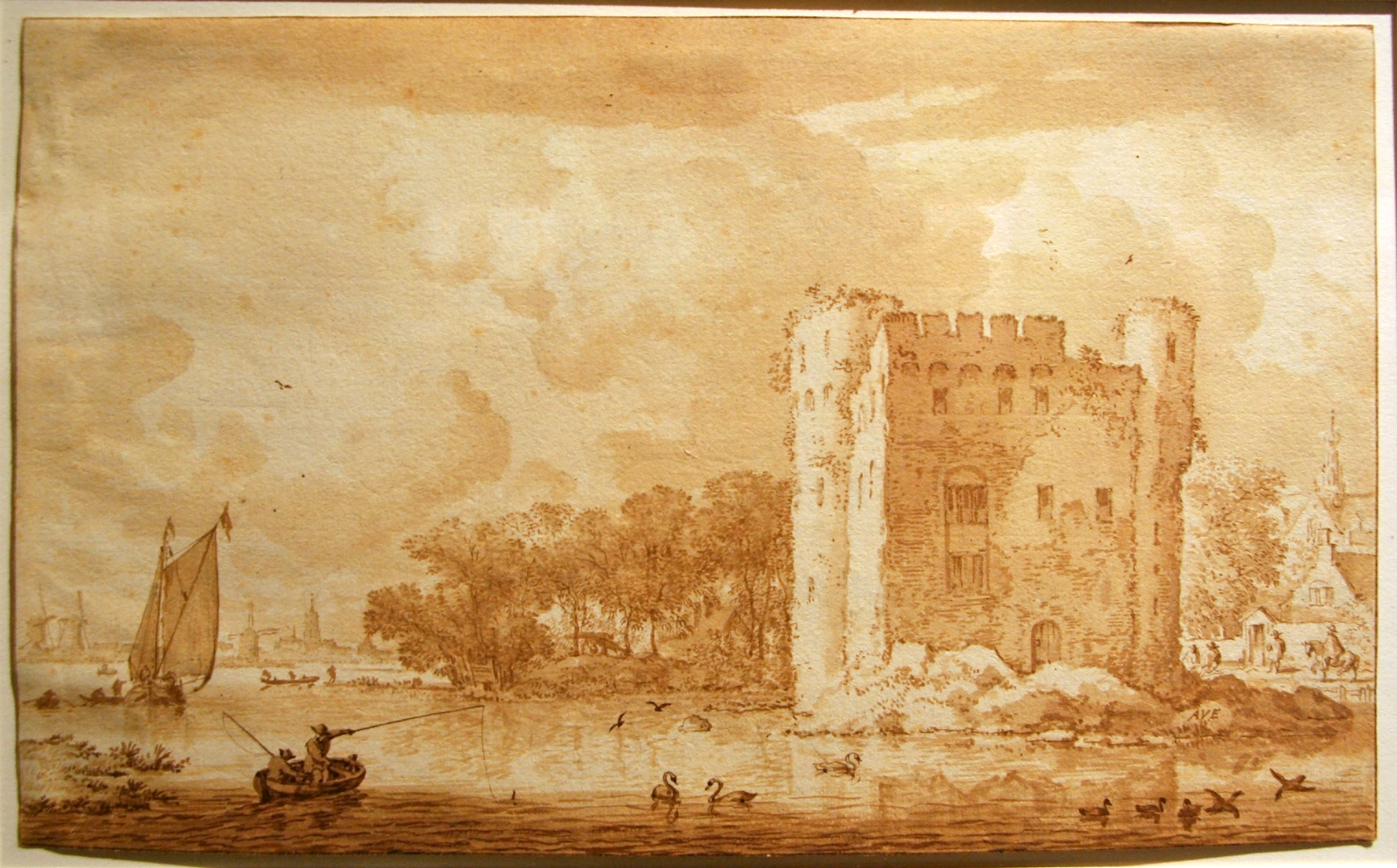
Borgruin vid en flod.

Allart van Everdingen, född den 18 juni 1621 i Alkmaar, död den 8 november 1675 i Amsterdam, var en nederländsk landskaps- och marinmålare, bror till Cesar van Everdingen. 
van Everdingen var elev av Roelant Savery i Utrecht och av Pieter de Molijn i Haarlem. Mästare i Haarlem blev han 1645. Redan dessförinnan hade han, föga mer än tjuguårig, vunnit ryktbarhet först genom små, friskt målade mariner och ännu mer genom sina ståtliga landskap med klippor, vattenfall och furuskogar, vartill han hämtat motiven i Skandinavien. Av vilken orsak han kom att i början av 1640-talet besöka Norden, är inte känt och inte heller hur vidsträckta hans färder där var. Hans äldste biograf, Arnold Houbraken, förtäljer, att då van Everdingen "sjöledes begivit sig till en plats vid Östersjön, överföll honom en förfärlig storm, som . . . kastade honom på den norska kusten", och ända sedan 1700-talets början har man kallat Everdingens alla landskap med nordiska motiv "norska". Först långt senare lade man märke till motsägelsen "Östersjön - norska kusten". Hans nordiska landskap har ett så allmänt skandinaviskt tycke, att något specifikt norskt i dem knappast kan upptäckas. 
De kan lika väl vara svenska som norska, men då i Amsterdams riksmuseum finns en väldig målning, framställande det på 1640-talet stora kanongjuteriet vid Julita bruk i Södermanland, på det nuvarande Fogelstads ägor, beställd av någondera av de med Louis De Geer nära befryndade byggherrarna till det stolta Trippenhuis i Amsterdam, antingen den rike borgmästaren Louis Trip, som drev stora järn- och skjutvapenaffärer på Sverige, eller hans bror och kompanjon Hendrik Trip, som i början av 1640-talet bevisligen bodde på Julita, kan det betraktas såsom faktiskt, attvan Everdingen vistats och målat i Södermanland och/eller i Östergötland (Finspång). Detta utesluter dock inte, att han vid Louis De Geers Leufsta haft tillfälle att studera Dalälvens vattenfall eller att han även besökt Norge. Hur som helst blev van Everdingen genom sin, sannolikt på inbjudan av Hendrik Trip eller Louis De Geer anträdda, resa till Sverige den förste konstnärlige upptäckaren av den svenska (nordiska) naturen. 
Han vann genom originaliteten i sina storslagna, för den holländske slättbon alldeles nya motiv i sitt hemland en så stor popularitet, att Jacob van Ruisdael, vars underbara målningar med holländska motiv inte lyckades finna köpare till skäligt pris, fattig och sjuklig som han var, såg sig tvungen att skatta åt den nya moderiktningen för dagen. Så länge  van Everdingen levde, upprepade han med pensel och radernål de svenska (nordiska) motiven, de skummande forsarna, utför vilka timmerstockarna lustigt dansar ned eller vars vågor sätter den pittoreska vattensågen i rörelse, den molniga himlen, mot vilken de mörka furorna avtecknar sig, här och där belysta av den mellan skyarna framglimtande solen, och de i förgrunden upptornade klipporna, vanligen hållna i en varm, brun ton och av ganska fantastiska formationer.
van Everdingen, som 1645 bosatte sig i Haarlem, flyttade omkring 1653 till Amsterdam, där han synes ha varit bofast till sin död. Hans, förmodligen från hans allra första tid härstammande, små sjöstycken är rätt sällsynta, men desto talrikare förekommer hans svenska (nordiska) landskap - vanligen med vattenfall - i Europas museer och enskilda samlingar. Till hans yppersta saker i den vägen kan räknas hans arbeten i museerna i Braunschweig, Dresden, München, Amsterdam, Berlin, Wien, Sankt Petersburg och Köpenhamn. I Nationalmuseum är han företrädd av ett rätt obetydligt Klippigt landskap (1648). Andra tavlor av hans hand förekommer i olika privatsamlingar, även i Stockholm och vid Göteborgs konstmuseum. En förträfflig kopia av den omnämnda utsikten av Julita kanonbruk i Amsterdams riksmuseum finnes på det nuvarande Julita gård. Den beställdes i början av 1900-talet av den dåvarande ägaren Arthur Bäckström. Ytterligare en tavla av van Everdingen som tolkats att föreställa Julita bruk finns i Nordiska museets ägo efter att ha inköpts 1966 av Nordiska museet och Skansens Vänner och senare skänkts 1967 till Nordiska museet. Berömda är van Everdingens talrika raderingar, till stor del behandlande svenska (nordiska) motiv och beskrivna i William Drugulins "Catalogue raisonné" (1873).